# Acétylure d'argent
L'acétylure d'argent ou l'acétylure d'argent(I) est un composé inorganique de l'argent de formule semi-développée AgC≡CAg. C'est un acétylure. Son nom est dérivé de la façon dont il est synthétisé (contrairement au carbure de calcium) et souligne que le composé peut être considéré comme un sel de l'acide faible acétylène. Depuis que l'acétylène est appelé « éthyne » dans la nomenclature IUPAC moderne, le nom « éthynure d'argent » serait plus approprié.
L'acétylure d'argent est un explosif sensible à la chaleur et aux chocs avec la propriété inhabituelle que son ignition ne dégage aucun gaz :
Ag2C2(s) → 2 Ag(s) + 2 C(s)
Sa vitesse de détonation est de 4 000 m/s.

## Synthèse
L'acétylure d'argent peut être produit en faisant buller de l'éthyne dans une solution de nitrate d'argent :
2 AgNO3(aq) + C2H2(g) → Ag2C2(s) + 2 HNO3(aq)
Le produit de la réaction est un précipité blanc grisâtre. C'est à partir de cette synthèse que Marcellin Berthelot trouva l'acétylure d'argent en 1866.
L'acétylure d'argent peut se former sur l'argent ou sur des alliages à haute teneur d'argent, par exemple, dans les tuyaux utilisés pour le transport de l'éthyne, si une soudure par brasage à l'argent a été utilisé pour les raccords. 

## Sécurité
Comme tous les sels d'argent, l'acétylure d'argent est toxique.